# T-84

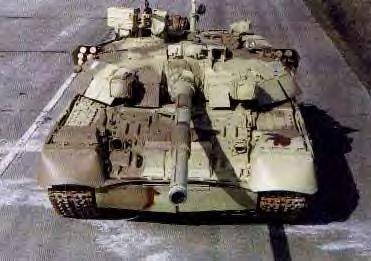
Wczesna wersja czołgu T-84, późniejsze wersje posiadały pancerz reaktywny lepiej zintegrowany z kadłubem

T-84 – ukraiński czołg podstawowy, będący modernizacją radzieckiego czołgu T-80UD.

## Powstanie czołgu T-84
W czasach Związku Socjalistycznych Republik Radzieckich Charków był jednym z największych i najważniejszych ośrodków zbrojeniowych w Układzie Warszawskim. Właśnie na Ukrainie powstały czołgi T-34, T-44, T-54, T-55 oraz T-64. Rozwój kolejnych wersji tego ostatniego wozu było zadaniem Charkowskiego Biura Konstrukcyjnego Morozowa (ChKBM), natomiast produkcja Charkowskich Zakładów im. Małyszewa. W połowie lat 80. czołgowy ośrodek na Ukrainie rozpoczął produkcję najnowocześniejszych ówcześnie czołgów sowieckich T-80.
Po upadku ZSRR, Ukraina dynamicznie włączyła się do walki o światowe rynki. Jeszcze w 1993 roku w ChKBM zapadła decyzja o kontynuowaniu rozwoju T-80. Rok później skończono kompletowanie pierwszego prototypu czołgu T-84. W jego nazwie można upatrywać nawiązania do charkowskiego T-64 z czasów świetności Związku Radzieckiego.

## Rozwój konstrukcji

### Prototyp
Pierwsza wersja czołgu T-84 różniła się od swojego pierwowzoru (czołgu T-80) nowym systemem kierowania ogniem, wymieniono nocny system celowniczy działonowego, zamontowano drugi ślepy obiektyw – wyświetlacz danych komputera balistycznego. Wprowadzone ulepszenia znacznie zwiększyły możliwości zwalczania celów, także ruchomych, przy wykorzystaniu nocnego systemu celowniczego. Zmiany w konfiguracji opancerzenia ograniczyły się do zastąpienia oryginalnego pancerza reaktywnego Kontakt-5 lokalnym odpowiednikiem. Na bokach i tyłu wieży umieszczono nowe charakterystyczne zasobniki. W czołgu tym zamontowano nowy zespół napędowy z 1200-konnym silnikiem 6TD-2. Głównym celem tych wszystkich zmian było zastąpienie oryginalnych, rosyjskich części lokalnymi ukraińskimi. Według producenta 98% tego czołgu było rodzimej produkcji. Tak wyposażony czołg zadebiutował w 1995 roku na salonie IDEX w Abu Zabi.

### T-84M Opłot
W 1998 roku prototypowa wersja T-84 stanęła do przetargu na nowy czołg podstawowy dla Grecji. W przetargu tym wygrał czołg Leopard 2A6, pokonując oprócz T-84 także francuskiego Leclerca, brytyjskiego Challengera, amerykańskiego Abramsa i rosyjskiego T-80U.
Czołg T-84 ustępował większości przeciwników pod względem wyposażenia elektronicznego. Stosunkowo wysoko za to oceniono mobilność czołgu.
Pośrednim rezultatem wniosków z greckiej lekcji było opracowanie nowej wersji. Wóz został zaprezentowany w 1999 roku w Abu Zabi. Celem głównym charkowskich konstruktorów była dalsza ukrainizacja wozu.
Wykorzystano całkowicie nową wieżę, spawaną z płyt walcowanych. Zastosowanie stali pancernej o wysokich parametrach oraz zwiększenie grubości sprowadzonej osłony czołowej wpłynęło na wyraźny wzrost odporności. Zamontowano nowy, produkowany na Ukrainie pancerz reaktywny Nóż, boki kadłuba i układ jezdny osłonięto fartuchami o zwiększonej powierzchni. Zmodyfikowano przyrządy kierowania ogniem. Pojawił się również układ zgrywający oś armaty z osią optyczną celownika. Zamontowano również nowy celownik termowizyjny. Uzbrojenie pozostało bez zmian – 125 mm armata KBA-3. Masa nowej wersji wozu wzrosła z 46 ton do 48,5 tony.
Jeszcze w 1999 roku nowa wersja T-84 weszła na uzbrojenie Sił Zbrojnych Ukrainy.

### T-84 Jatagan
Dysponując nowym, udoskonalonym czołgiem Ukraina ponownie włączyła się do rywalizacji na światowym rynku pancernym. Były ku temu dwie okazje: pierwsza w Malezji (gdzie T-84 przegrał z polskim PT-91M), druga to przetarg w Turcji. W Azji Mniejszej szlaki Ukrainie przecierał T-84M, lecz docelowo ewentualny sukces miał zależeć od nowszej maszyny.
W 2000 roku zakończono prace nad prototypem T-84-120. Pierwszą zasadniczą zmianą w stosunku do modeli poprzednich było uzbrojenie go w armatę KBM-2 kalibru 120 mm z lufą 50 kalibrów. Uzbrojenie dostosowano do NATO-wskich wymogów i standardów.
Drugą cechą odróżniającą od Opłota było zastosowanie nowego zmechanizowanego układu ładowania.
Tak przystosowany do tureckich i NATO-wskich wymogów T-84-120 pod nowa nazwą Jatagan przystąpił do przetargu, który jednak nie został rozstrzygnięty. Turcy zrezygnowali z zakupu czołgów za granicą i zdecydowali się stworzyć własny czołg podstawowy.

### T-84 Opłot-M
Ewolucja T-80 nie zakończyła się na etapie Opłota i Jatagana. W Charkowie kontynuowano rozwój konstrukcji, skupiając się na dalszej poprawie wszystkich kluczowych elementów.
Nowy ukraiński czołg, określony jako Opłot-M zaprezentowano w drugiej połowie 2008 roku. Nowa wersja ma nowy panoramiczny celownik dowódcy, będący dominującym elementem jego sylwetki. Jest to urządzenie dzienno-nocne, zintegrowane z dalmierzem laserowym.
Montując nowy celownik zrezygnowano z charakterystycznej i znajdującej się w poprzednich wersjach wieżyczki dowódcy ze sterowanym zdalnie wkm 12,7 mm. Wkm KT-12,7, został przeniesiony na nowe stanowisko, znajdujące się z tyłu wieży. Reszta elementów systemu kierowania ogniem nie uległa zmianie.
W stosunku do Opłota i Jatagana, w nowym Opłocie-M zwiększono dość znacząco pancerz. Szacuje się, że ta wersja ma masę przekraczającą 50 ton. Najbardziej narażone na ostrzał powierzchnie czołgu zostały osłonięte modułami z dwuwarstwowym pancerzem reaktywnym Nóż-2.
Opłot-M uzbrojony jest w armatę KBA-3 kalibru 125 mm. Szybkostrzelność tej wersji T-84 wynosi 9 strz./min. Czołg wyposażono w optoelektroniczny system przeciwdziałania – ukraiński odpowiednik Sztory o nazwie Warta. Ostrzega on o opromieniowaniu czołgu wiązką lasera, pochodzącą np. z dalmierza.
Opłota-M napędza silnik wysokoprężny 6TD-2E, rozwijając moc 1200 KM przy 2600 obr./min. Jednostka napędowa jest dwusuwowa z zapłonem samoczynnym, bezpośrednim wtryskiem i mechanicznym doładowaniem.
Próby państwowe Opłota-M zakończyły się w kwietniu 2009 roku. 3 czerwca został oficjalnie przyjęty do uzbrojenia Sił Zbrojnych Ukrainy.

## Użytkownicy

### Obecni użytkownicy
- Tajlandia – zamówiono 49 czołgów T-84 Oplot[3].
- Ukraina – użytkowane kilkanaście sztuk T-84 w kilku wersjach[4][5].
- Gruzja – otrzymała 12 czołgów T-84 Oplot[6][7].

### Niedoszli użytkownicy
- Azerbejdżan – w 2011 roku Azerbejdżan był zainteresowany Oplotem, jednak w czerwcu 2013 roku wybrał rosyjski T-90[8].
- Bangladesz – w 2007 roku armia Bangladeszu rozpoczęła negocjacje w sprawie zamówienia 76 czołgów T-84 Yatagan w pierwszej partii. W ciągu najbliższych kilku lat armia Bangladeszu zamierzała wprowadzić znaczną liczbę Yataganów (200 do 300) w ramach swojego głównego programu zamówień publicznych na czołówkę bojową[9]. Jednak w 2011 r. Bangladesz zdecydował się na zakup 44 czołgów MBT-2000.
- Grecja
- Malezja – brał udział w malezyjskim przetargu na czołgi, ale T-84 nie został wybrany i zamiast niego wybrano polski PT-91.
- Turcja